# Highway (deutsche Band)
Highway war eine deutsche Rockband, die 1977 in Hamburg gegründet wurde. In ihrer Musik verarbeitete die Formation auch Elemente aus Soul, Funk und Folk.

## Bandgeschichte
Die Gründungsmitglieder Björn Werner, Eddy de Mol, Mario Martens, Jochen Brückner, Holger Zülck und Bernd Fischer erhielten bereits im ersten Jahr des Bestehens ihrer Gruppe einen Plattenvertrag bei Pinball Records und veröffentlichten die Single So Close to Home. Es folgten die Alben Up and Down the Highway (1978) und Wheel of Fortune (1979). Inzwischen hatten Martens und Werner Highway verlassen und Jörn Fischer kam neu hinzu. Auftritte in den Fernsehsendungen Rockpop (ZDF) und Plattenküche (WDR) steigerten die Popularität Highways.
1980 wechselte die nun überregional bekannte Band zu WEA und es erschien das dritte Album Heartbreaker, das in ABBAs Polar Music Studios in Stockholm aufgenommen und vom ABBA-Toningenieur Michael B. Tretow produziert wurde. Mit dem darauf enthaltenen Lied Put My Name Up in Lights, das von Pearson, de Mol und Brückner geschrieben wurde, hatte Highway im Juni 1981 einen Auftritt in der ZDF-Sendung disco. Nachdem sich kein kommerzieller Erfolg einstellte, trennte sich die Gruppe.
Zülck und Brückner gründeten anschließend mit weiteren Musikern die ebenfalls in Hamburg ansässige Band „Bad News Reunion“. 

## Mitglieder
- Bernd Fischer – Gitarre, Gesang
- Björn Werner – Keyboard, Gitarre, Autoharp, Gesang (bis 1979)
- Eddy de Mol – Gitarre, Gesang
- Jochen Brückner – Gitarre, Gesang
- Mario Martens († 3. Februar 2007) – Bass, Gesang (bis 1978)
- Holger Zülck – Schlagzeug, Perkussion
- Jörn Fischer – Bass (ab 1979)

## Diskografie

### Alben
- 1978: Up and Down the Highway (Pinball Records)
- 1979: Wheel of Fortune (Pinball Records)
- 1980: Heartbreaker (WEA Records; VÖ: Oktober)
- 1982: Highwaves (WEA Records)

### Singles
- 1977: So Close to Home (VÖ: Mai)
- 1978: Stranger
- 1979: Blue Morning
- 1980: No Name No Number (VÖ: Mai)
- 1980: Hotel Room (VÖ: November)
- 1981: Put My Name Up in Lights (VÖ: 16. März)